# Cyclecar Italiana Petromilli
Cyclecar Italiana Petromilli war ein italienischer Hersteller von Automobilen.

## Unternehmensgeschichte
Costantino Petromilli übernahm 1922 Teile des liquidierten Unternehmens Società Torinese Automobili Rapid in Turin und begann mit der Produktion von Automobilen. Der Markenname lautete CIP. 1924 endete die Produktion.

## Fahrzeuge
Das Unternehmen stellte Cyclecars und Kleinwagen her. Die Fahrzeuge boten wahlweise Platz für zwei oder vier Personen. Für den Antrieb sorgte ein selbst entwickelter Vierzylindermotor mit 1075 cm³ Hubraum. Die bauartbedingte Höchstgeschwindigkeit war mit 70 bis 80 km/h für die Standardausführung und 110 km/h für das Sportmodell 1075 S angegeben. Die Fahrzeuge verfügten über Vierradbremsen.